# Empis induta
Empis induta är en tvåvingeart som beskrevs av Mario Bezzi 1909. Empis induta ingår i släktet Empis och familjen dansflugor. Inga underarter finns listade i Catalogue of Life.